# Villiers-Adam
Villiers-Adam ist eine französische Gemeinde mit 848 Einwohnern (Stand 1. Januar 2022) im Département Val-d’Oise in der Region Île-de-France. Sie gehört zum Arrondissement Pontoise und zum Kanton L’Isle-Adam. Die Einwohner werden Villieradamois genannt.

## Geographie
Villiers-Adam befindet sich etwa 30 Kilometer nördlich von Paris und umfasst eine Fläche von 982 Hektar. Nachbargemeinden sind L’Isle-Adam im Norden, Nerville-la-Forêt im Nordosten, Montsoult im Osten, Chauvry im Osten, Béthemont-la-Forêt im Südosten, Taverny im Süden, Frépillon im Südwesten, Méry-sur-Oise im Westen und Mériel im Nordwesten.

## Bevölkerungsentwicklung
| Jahr      | 1962 | 1968 | 1975 | 1982 | 1990 | 1999 | 2006 | 2011 |
| Einwohner | 507  | 569  | 590  | 799  | 772  | 775  | 795  | 828  |

## Sehenswürdigkeiten

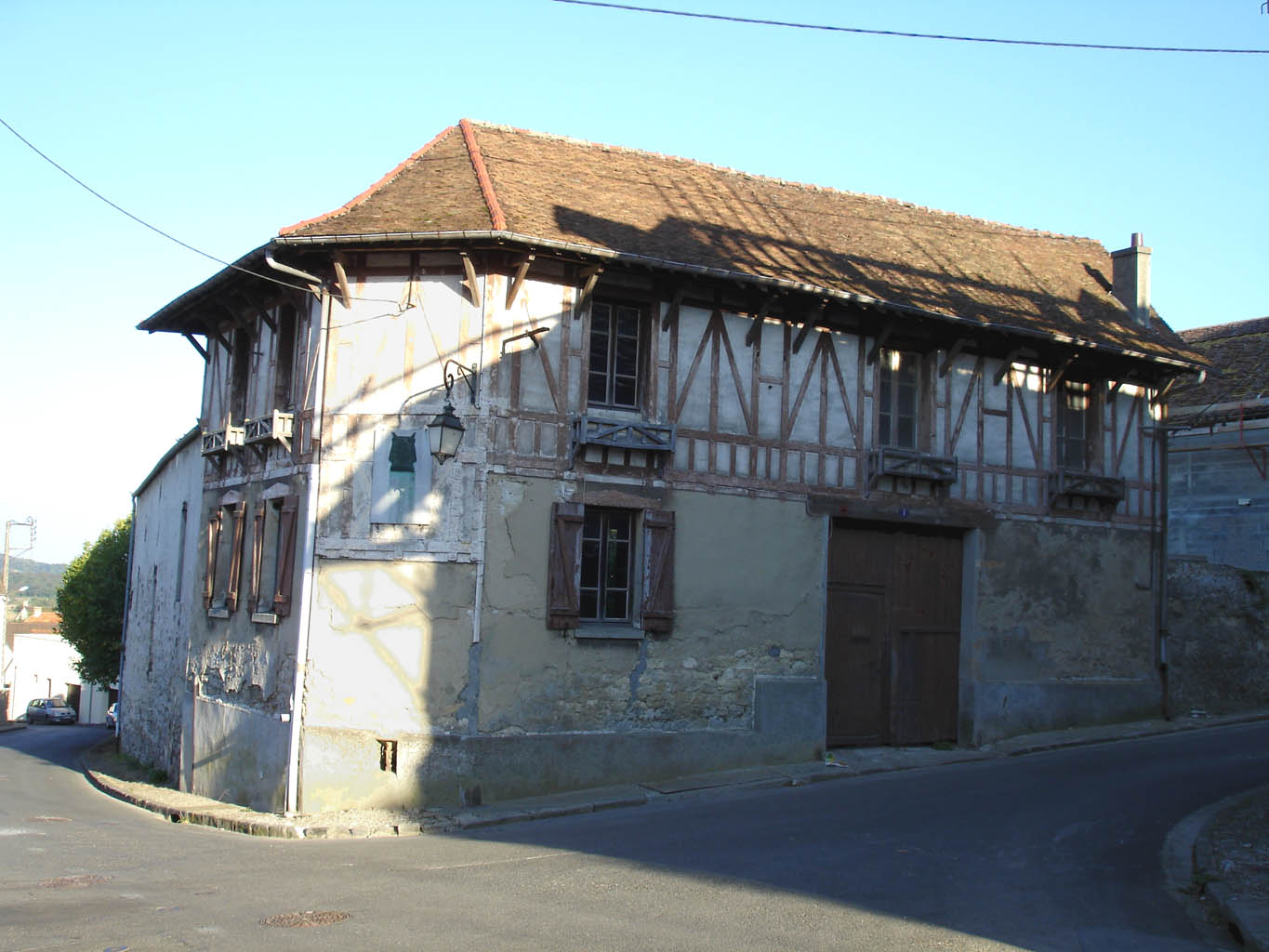
Haus von Benjamin Godard

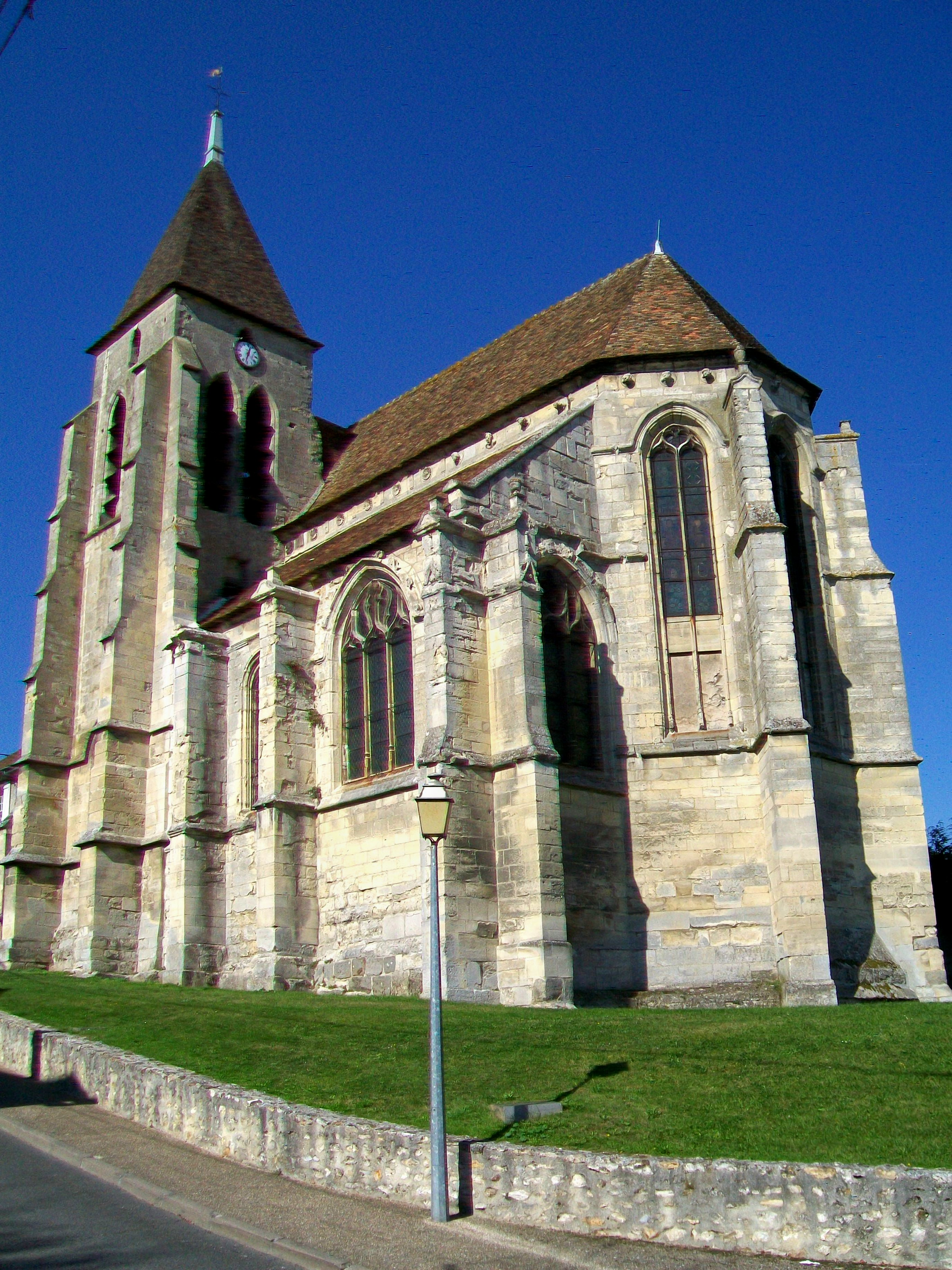
Kirche Saint-Sulpice

Siehe auch: Liste der Monuments historiques in Villiers-Adam
- Haus von Benjamin Godard
- Kirche Saint-Sulpice, Monument historique
- Kriegerdenkmal
- Brunnen

## Persönlichkeiten
- Der französische Komponist Benjamin Godard (1849–1895) lebte lange Zeit in der Gemeinde
- Der französische Verlagsgründer Aristide Ambroise Quillet (1880–1955) wurde in der Gemeinde geboren, lebte dort lange Zeit und war auch Bürgermeister der Gemeinde
- Der niederländische Künstler Guillaume Cornelis van Beverloo (genannt Corneille) (1922–2010) lebte lange Zeit in Villiers-Adam